# HMS Cleopatra (1940)
HMS Cleopatra (33) (Его величества корабль Клеопатра) — британский лёгкий крейсер, типа «Дидо». Был заказан по программе 1938 года 18 августа 1938 года и заложен на верфи Hawthorn Leslie & Co в Hebburn-on-Tyne 5 января 1939 года. Крейсер был спущен на воду 27 марта 1940 года, став седьмым кораблем носящим это имя в британском флоте с 1779 года. Вступил в строй 5 декабря 1941 года. Девиз корабля звучал: «Unconquered as ever» — «Никогда непокоренный».

## История службы
Крейсер закончил комплектование 5 декабря 1941 года и начал проведение испытаний, после чего начал действовать в составе флота из Скапа-Флоу, хотя и был сразу же назначен в 15-ю эскадру крейсеров Средиземноморского флота.

## В составе Средиземноморского флота
В начале февраля 1942 года он перешёл в Клайд, откуда вышел 5 февраля, направляясь на Мальту. На остров он прибыл 11 февраля вместе с эсминцем Fortune по пути зайдя в Гибралтар.

### Бомбовое попадание
Находясь в бухте Гранд-Харбор, на Мальте, Клеопатра подверглась воздушной атаке. Корабль поразила 500-кг бомба, которая взорвалась после прохода через носовую часть. У крейсера была затоплена носовая часть и он получил также некоторые осколочные повреждения торпедных аппаратов и корпуса от других бомб упавших рядом с кораблем. 12 февраля он встал на ремонт на верфи Мальты.
10 марта, по окончании ремонта крейсер совместно с эсминцем Kingston вошли в состав Соединения «B», в котором помимо них состоял флагман эскадры крейсеров однотипный крейсер Naiad. 11 марта Соединение «B» вышло на поиски итальянских конвоев. На переходе корабли подверглись беспрерывным воздушным атакам. После гибели Naiad от торпед немецкой подводной лодки U-565, Клеопатра стала флагманом эскадры крейсеров.
15 марта корабли 15-й эскадры крейсеров обстреливали Родос.

### 2-е сражение в заливе Сирт
20 марта Клеопатра участвовала в проводке Мальтийского конвоя MW-10 на его переходе из Александрии (Операция MG-1) составив совместно с крейсерами Dido и Euryalus Соединение «B». В операции также принимало участие Соединение «K»: крейсер Penelope и эсминец Legion, действующие с Мальты. 21 марта Соединение «B» встретилось с эскортом конвоя: крейсер Carlisle и эскортные миноносцы типа Хант. 22 марта корабли приняли участие во втором сражении в заливе Сирт, против итальянского флота, включающего в себя линкор Литторио и три крейсера. В условиях плохой погоды крейсерам удалось удержать врага на расстоянии, а после торпедной атаки британских эсминцев противник отвернул и конвой был спасен. В ходе боя Клеопатра получила попадание 152-мм снарядом с итальянского крейсера в мостик, повлёкшее за собой некоторые жертвы. Конвой подвергся сильным воздушным атакам и понёс потери. Крейсера 28 марта вернулись в Александрию, где командовавший в бою адмирал Виен получил поздравительную телеграмму от премьер-министра за успешные действия в бою с итальянским флотом.
С апреля по май крейсер вместе с эскадрой находился в Восточном Средиземноморье, базируясь на Александрию. Отвлечение сил флота для проведения операции Ironclad — высадке на Мадагаскаре, не позволяло в это время осуществить проводку конвоя на Мальту.
13 июня Клеопатра вышла в качестве флагмана эскорта следующего конвоя на Мальту — MW11. Крейсерские силы были усилены крейсерами Newcastle и Birmingham, вернувшимися из состава Восточного флота после окончания операции Ironclad. Начавшаяся операция получила название Vigorous. Из-за отсутствия линкоров, в состав конвоя был включен корабль-цель, бывший старый линкор Centurion, замаскированный под новейший линкор типа King George V. 14 июня прошло в тяжёлых атаках горизонтальных и пикирующих бомбардировщиков противника. 15 июня после ночной атаки вражеских торпедных катеров и угрозы столкновения с итальянскими надводными силами, операция была прервана командующим Средиземноморским флотом и корабли вернулись в базу.

### Сирийская кампания
30 июня крейсер вместе с кораблями эскадры был переведен в Хайфу для действий в составе бомбардировочного Соединения, сопровождающего войсковую операция (операция Exporter). Армия вторгалась в Сирию и корабли должны были сопровождать её наступление из Хайфы, так как было известно, что вишистские корабли проявляли активность. В течение всего июля Клеопатра вместе с кораблями эскадры действовала из Хайфы.
12 августа Клеопатра вышла совместно с крейсером Arethusa, и эсминцами Javelin, Kelvin, Sikh и Nubian для выполнения обстрела Родоса. Целью обстрела было отвлечение внимания от конвоя, следовавшего на Мальту из Гибралтара (операция Pedestal).
После этой операции крейсер был отправлен на ремонт в Массауа, на Красном море, который проходил в течение сентября. в связи с отсутствием подходящего плавучего дока приходилось действовать экспромтом. Только половина корабля на время могла быть поднята из воды. При этом корабль получил некоторые повреждения, когда соскользнул с блоков.
В октябре корабль вернулся в Средиземное море и действовал вместе с Orion и Euryalus в Восточном Средиземноморье.
16 ноября Клеопатра вышла вместе с крейсерами Arethusa, Dido, Euryalus, Orion и эсминцами 14-й флотилии для прикрытия конвоя на Мальту из Порт-Саида — MW-13 (операция Stoneage). Это был первый конвой после снятия осады с острова. 18 ноября Arethusa была серьёзно повреждена воздушными атаками и с трудом вернулась в Александрию.

### В составе Соединение «K», Мальта
19 ноября крейсер был определён в Соединение «K», которое должно было базироваться на Мальту. Помимо него в Соединение входили крейсера Dido, Euryalus, эсминцы Jervis, Javelin, Kelvin и Nubian. 25 ноября корабли вышли из Александрии, чтобы базироваться на Мальту.
4 декабря корабли Соединения «K» вышли с острова, чтобы встретить конвой на конечном этапе перехода мальтийский MW-14 (операция Portcullis).

### В составе Соединения «Q», Бон
10 декабря Клеопатра вместе с крейсерами Argonaut, Dido и Euryalus перебазирована в Бон, чтобы составить Соединение «Q», действующее у побережья Северной Африки. 12 декабря вместе с Euryalus и 4-я эсминцами участвовала в бою с конвоем из Туниса, потопив 3 вражеских судна.
В ночь с 22 на 23 января 1943 года Клеопатра вместе с крейсером Euryalus и эсминцами Jervis, Javelin, Kelvin и Nubian обстреливали пути отступления около Зуары вражеских арьергардов из Ливии. Позже, обстреляв саму Зуару.
С февраля по апрель крейсер участвовал в защите конвоев и поддержки военных операций в Центральном Средиземноморье, базируясь на Бон. В мае крейсер переведен в 12 эскадру крейсеров, продолжая базироваться на Бон. В июне крейсер эскортировал военные конвои, перевозящие войска для предстоящей высадке на Сицилии.

### Действия у Сицилии, торпедное попадание
С 1 июля Клеопатра находилась в Боне, готовясь к участию в высадке. 6 июля она вышла из Алжира для участия в операции. 8 июля она прикрывала движение конвоев в заливе Сирт совместно с Соединением «H» и Средиземноморским флотом. 10 июля крейсер был развёрнут в Ионическом море совместно с линкорами Nelson, Rodney, Warspite, Valiant, авианосцами Indomitable и Formidable и другими кораблями эскадры. 11 июля крейсер был развёрнут для огневой поддержки у северного фланга пляжа высадки. Корабль участвовал в инциденте «дружественного огня» вместе с крейсером Euryalus и торпедным катером. Данный инцидент не афишировался до 1993 года. 12 июля Клеопатра вместе с крейсером Euryalus и эсминцами Ilex и Echo была направлена в перехватывающий патруль. Во время этого патрулирования эсминцы потопили итальянскую подводную лодку Nereide в 10 милях к северо-востоку от Аугусты. 14 июля крейсер подвергся атаке торпедоносца в ходе выполнения стрельб. 16 июля крейсер в точке 37°06′ с. ш. 16°04′ в. д. получил торпедное попадание в середину корпуса с итальянской подводной лодки, которой была либо Dandolo либо Alagi. Крейсер получил серьёзные повреждения корпуса с затоплением машинного отделения. Управление артиллерией могло выполняться только «локально». 30 человек из экипажа были убиты или пропали без вести, ещё 23 были ранены. 17 июля крейсер пришёл на Мальту прикрываемый эсминцами Quiberon и Quail и крейсером Euryalus в качестве зенитного щита.

### Ремонт в США
С августа по сентябрь крейсер находился на Мальте, проводя подготовительный ремонт. В октябре крейсер был определён для прохождения ремонта в США, в связи с чем перешёл в Гибралтар, с заходом в Алжир. 7 ноября он вышел из Гибралтара и направился в Филадельфию, где встал на ремонт и переоборудование на военно-морской верфи в Филадельфии. Ремонт продолжался до сентября 1944 года, когда крейсер вышел на послеремонтные испытания. В ноябре крейсер ушёл на Бермуды перед переходом в Клайд, куда прибыл 28 ноября.
В Клайде с декабря по апрель 1945 года крейсер оканчивал ремонт и установку артиллерии. На нём устанавливали новые радары и оборудование «свой-чужой», недоступное для установки в США. Из артиллерии носовая возвышенная 133-мм установка была снята и заменена зенитной артиллерией ближнего действия. В апреле крейсер вышел на послеремонтные испытания, одновременно он был определён для службы в составе Восточного флота. 3 мая крейсер вышел из Клайда для действий вместе со Средиземноморским флотом и 12 мая прибыл на Мальту. В июне крейсер вышел с Мальты на соединение с 5-й эскадрой крейсеров Восточного флота. Крейсер пересек Красное море и Индийский океан, прибыв 12 июля в Коломбо и войдя в состав 5-й крейсерской эскадры.

## В составе Восточного флота
В августе корабль проводил учения в составе Восточного флота в связи с предполагавшейся высадкой в Малайе (операция Zipper). Однако операция была отменена по просьба американского командования.
15 августа крейсер вернулся в Коломбо и был назначен для проведения операции по возвращению Сингапура (Операция Tiderace).
27 августа крейсер отправился из Коломбо с командующим Восточным флотом на борту через Сабанг в Пинанг, куда прибыл 1 сентября для проведения церемонии. 2 сентября прикрывал операцию траления во время перехода через Малакский пролив в Сингапур. 3 сентября он прибыл в Сингапур вместе с индийским тральщиком Bengal и оставался до высадке десантных сил.
9 сентября крейсер прикрывал высадку в Port Swettenham совместно с линкорами Nelson и французским Richelieu, кораблями 21 эскадры эскортных авианосцев, крейсерами Nigeria, Ceylon и 15-й флотилией эсминцев (Operation Zipper). 12 сентября корабль участвовал в формальной сдаче Сингапура. 17 сентября закончил участие в операции Zipper и отправился в Тринкомали.

## Послевоенная служба
Клеопатра закончила службу в составе Восточного флота 7 января 1946 года и вернулась в Великобританию, в Портсмут 7 февраля. После некоторого перерыва, связанного с проблемами укомплектования, крейсер продолжил службу в составе 2-й эскадры крейсеров Home Fleet’а, до вывода в резерв в январе 1951 года. После ремонта и нового ввода в строй 30 октября, крейсер продолжил службу в 1-й эскадре крейсеров Средиземноморского флота. в феврале 1953 года Клеопатра вернулась в Великобританию и участвовала в королевском смотре, который состоялся в июне того же года, после чего была выведена в резерв в Чатаме. В период 1954—1956 годов крейсер использовался в качестве флагманского корабля резервного флота в Портсмуте. Находясь на стоянке в Портсмуте, в 1958 году крейсер был занесён в списки списанных кораблей и продан на слом для разборки на верфи Cashmore в Ньюпорте. Он покинул Портсмут 9 декабря и 15 декабря прибыл к месту своей разборки.